# Christine Day
Christine Day (née le 23 août 1986) est une athlète jamaïcaine, spécialiste du 400 mètres.

## Biographie
Elle remporte la médaille de bronze du relais 4 × 400 des Jeux olympiques de 2012, à Londres, en compagnie de ses compatriotes Rosemarie Whyte,
Shericka Williams et Novlene Williams-Mills. 

## Palmarès
| Date | Compétition               | Lieu           | Résultat | Épreuve   | Temps         |
| ---- | ------------------------- | -------------- | -------- | --------- | ------------- |
| 2012 | Jeux olympiques           | Londres        | 2e       | 4 × 400 m | [ 1 ]         |
| 2014 | Jeux du Commonwealth      | Glasgow        | 3e       | 400 m     | 51 s 09       |
| 2014 | Jeux du Commonwealth      | Glasgow        | 1re      | 4 × 400 m | 3 min 23 s 82 |
| 2014 | Coupe continentale        | Marrakech      | 1re      | 4 × 400 m | 3 min 20 s 93 |
| 2015 | Relais mondiaux de l'IAAF | Nassau         | 2e       | 4 × 400 m | 3 min 22 s 49 |
| 2015 | Championnats du monde     | Pékin          | 4e       | 400 m     | 50 s 14       |
| 2015 | Championnats du monde     | Pékin          | 1re      | 4 × 400 m | 3 min 19 s 13 |
| 2016 | Jeux olympiques           | Rio de Janeiro | 2e       | 4 x 400 m | 3 min 20 s 34 |
| 2017 | Relais mondiaux de l'IAAF | Nassau         | 3e       | 4 × 400 m | séries        |
| 2018 | Jeux du Commonwealth      | Gold Coast     | 1re      | 4 × 400 m | 3 min 24 s 00 |
| 2018 | Coupe du monde            | Londres        | 2e       | 4 x 400 m | 3 min 24 s 29 |
| 2018 | Championnats NACAC        | Toronto        | 5e       | 400 m     | 53 s 04       |

## Records
| Épreuve | Performance | Lieu  | Date         |
| ------- | ----------- | ----- | ------------ |
| 400 m   | 50 s 14     | Pékin | 27 août 2015 |